# Сидни (Монтана)
Сидни (англ. Sidney) — город и административный центр округа Ричленд в штате Монтана в Соединённых Штатах Америки.
Согласно данным переписи населения США 2020 года, число жителей города составляло 6346 человек, что, для такого небольшого населённого пункта, существенно больше (+ 22.3%), чем было во время предыдущей переписи, проводившейся в 2010 году (5191 человек).

## История
Европейские поселенцы начали прибывать в этот район в 1870-х годах, а первое отделение Почтовой службы США было открыто в 1888 году. Шестилетний Сидни Уолтерс (англ. Sidney Walters) и его родители остановились у Хирама Отиса, местного мирового судьи, и Отис решил, что Сидни — хорошее название для нового сообщества. В следующем году Монтана стала штатом, а Сидней был включен в состав в 1911 году.

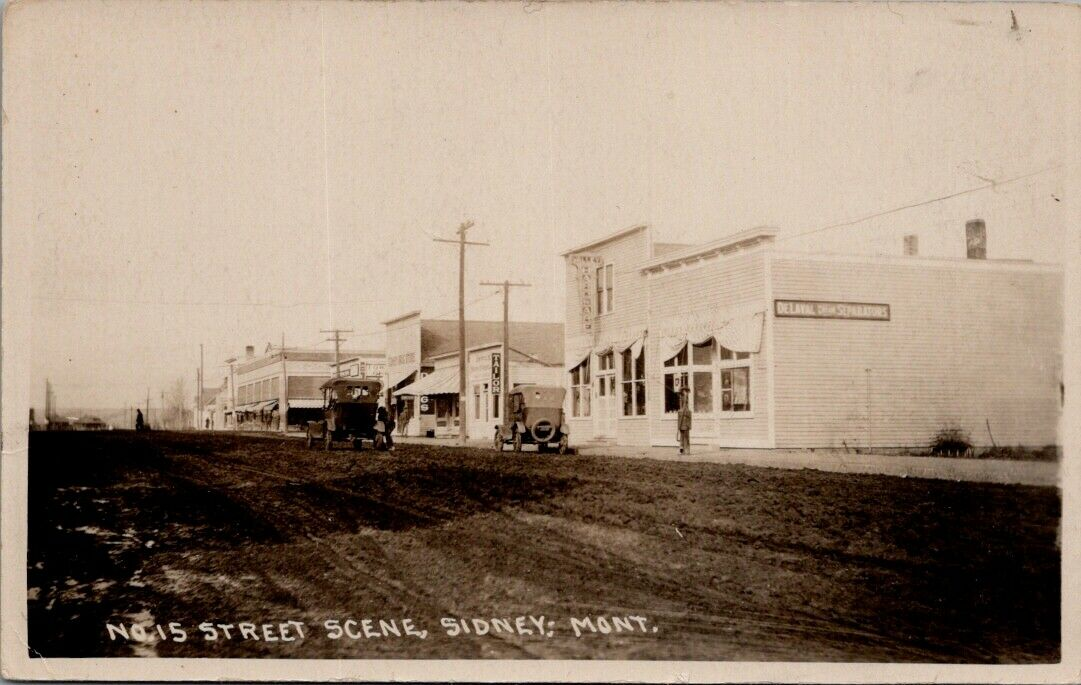
Сидни (июнь, 1925 года)

Изначально поселение было частью округа Досон, но стало административным центром округа Ричленд с момента его создания в 1914 году.
Сельское хозяйство стало важной частью региона после завершения проекта ирригации Нижнего Йеллоустона в 1909 году. На реке к югу от Глендайва была построена плотина, которая отводила воду из реки в главный канал протяженностью 115,2 км (71,6 миль), который проходит с севера на юг параллельно Йеллоустоуну, орошая земли от Глендайва на север до Фэрвью, где он впадает в реку Миссури. Этот проект орошает 51 429 акров (208,13 км2) и подает воду более чем на четыре сотни ферм.
Город получил импульс к развитию в 1924 году, когда компания Holly Sugar Company открыла сахарный завод в Сиднее для переработки местной сахарной свеклы.
Район пережил нефтяной бум и спад в конце 1970-х и начале 1980-х годов, что привело к притоку людей в город на короткий период времени.

## География
Город расположен вдоль реки Йеллоустон к западу от границы с Северной Дакотой примерно на полпути между Глендайвом и Уиллистоном.
Согласно данным Бюро переписи населения США, общая площадь города составляет 3,306 квадратных мили (8,56 км2), из которых 3,287 квадратных мили (8,51 км2) — это суша и 0,019 квадратных мили (0,05 км2) приходится на водную поверхность.

## Климат
В Сидни полузасушливый климат с продолжительной, холодной и сухой зимой и жарким, более влажным летом. По системе классификации климатов Кёппена, на климатических картах сокращенно обозначается аббревиатурой «BSk»